# 蒙大那背甲鯰
蒙大那背甲鯰，為輻鰭魚綱鯰形目甲鯰科的其中一種，為亞熱帶淡水魚，分布於南美洲巴西Canoas河流域，體長可達4.5公分，棲息在底層水域，生活習性不明。

## 扩展阅读
維基物種上的相關：蒙大那背甲鯰